# Dauriai tájak
A dauriai tájak Oroszország és Mongólia közös természeti világörökségi helyszíne. A terület a Kelet-Mongóliától Szibériáig és Északkelet-Kínáig húzódó dauriai sztyeppe ökorégió egy kisebb, leginkább érintetlen részét foglalja magába. A ciklikus helyi klímaváltozások miatt elkülönülő száraz és nedves periódusoknak köszönhetően globális szinten is jelentős fajgazdagság alakult ki a dauriai, más néven Bajkálon túli tájak vidékén. A biodiverzitást erősíti a helyszín sokféle típusú sztyeppei élőhelye, megtalálhatóak itt füves, erdős, mocsaras és tóparti vizes társulások is. A terület nyújt utolsó menedéket számos veszélyeztetett állatfaj számára, mint az amuri daru, az özvegysirály, vagy a kínai hattyúlúd. A térség fontos állomása a kínai gazella vándorlásának is. A zóna 1987-ben kapott védettséget, a világörökségi helyszín státuszt 2017-ben kapta meg, ezzel Mongólia legújabb, Oroszország második legfrissebb UNESCO-helyszíne. 

## A helyszín
A világörökségi védelem egy 912 624 hektáros területre terjed ki, amelyet mintegy harmad akkora, 307 317 ha méretű puffer zóna vesz körül. A terület északi, orosz fennhatóság alá tartozó része a Bajkálontúli határterülethez tartozik, 1987-ben vált védetté, még az ország szovjet időszakában. A  Daurszkij Bioszféra Rezervátum (Госуда́рственный приро́дный биосфе́рный запове́дник «Дау́рский»)  része, itt húzódik a Hentij-hegység (Хэнтэй) egyik keleti nyúlványa, az Odon-Cselon (Одон-Челон). A világörökségi zóna déli, Mongóliához tartozó része az ország északkeleti csücskében, a Keleti tartományban található. A terület a 2005-ben létrejött Mongol Dagúr Bioszféra Rezervátum határain belül fekszik. Az országhatár kettévágja Dauria legnagyobb tavát, a mintegy 38 km hosszú, sós Zun-Torej-tót (Зун-Торей). A mongol oldalon helyezkedik el néhány kisebb állóvíz, például a Höh-núr (Хөх нуур) és a Delger-núr (Дэлгэр нуур). A területet keresztező legnagyobb folyó az Onon és a Borzja. Három kis település található a ritkán  lakott védett terület szélén: az orosz Szolovjovszk (Соловьёвск), a szomszédos mongol Eréncav (Эрээнцав) és az apró burját halászfalu, Kuluszutaj (Кулусутай). A védett terület központi irodája az Ononi járás székhelyén, Nyizsnyij Caszucsejben található.

## Növényvilág

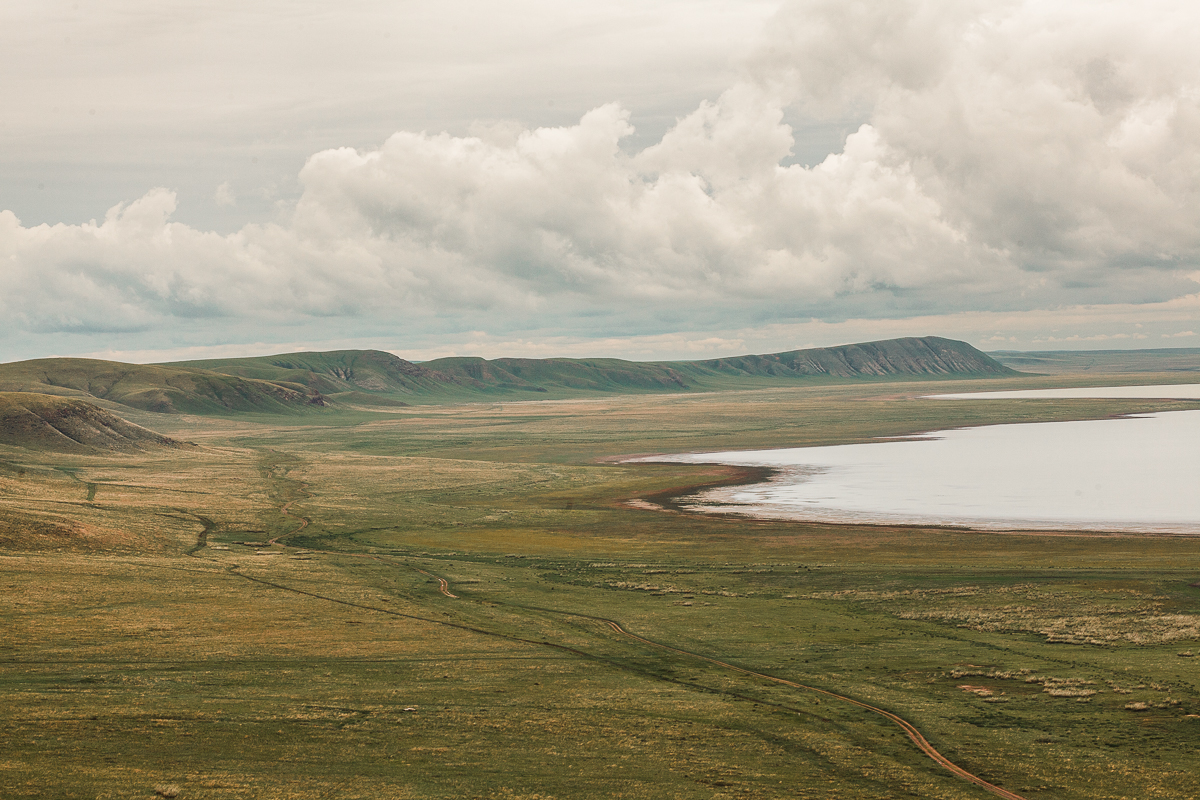
A Zuun Tooro-i tó

A dauriai tájak jellemzője a sokszínű növényvilág. Mintegy 440 edényes növényfaj őshonos a területen, amely között számos endemikus és 20 veszélyeztetett fajt tartanak számon. A helyi sztyeppei növényvilágot elsősorban a fűfélék dominálják, jellemzően árvalányhaj és csenkesz fajok, mint a kunkorgó árvalányhaj és az altaji csenkesz. A virágfajták közül a számos fajjal jelenlévő nőszirmok határozzák meg a látképet. A fásszárúakat csak a tájban elszórtan, kisebb facsoportokban elhelyezkedő szibériai jegenyefenyők és szibériai lucok képviselik. A vízfolyások és tavak partján sűrűbb a növényzet, ezekben az életközösségekben megjelennek a mongol hárs, valamint a dávid- és szibériai szil egyedei is. A végtelenbe nyúló zöldellő mezők látványa sok utazót az angol és skót vidék tájaira emlékeztetnek.

## Állatvilág

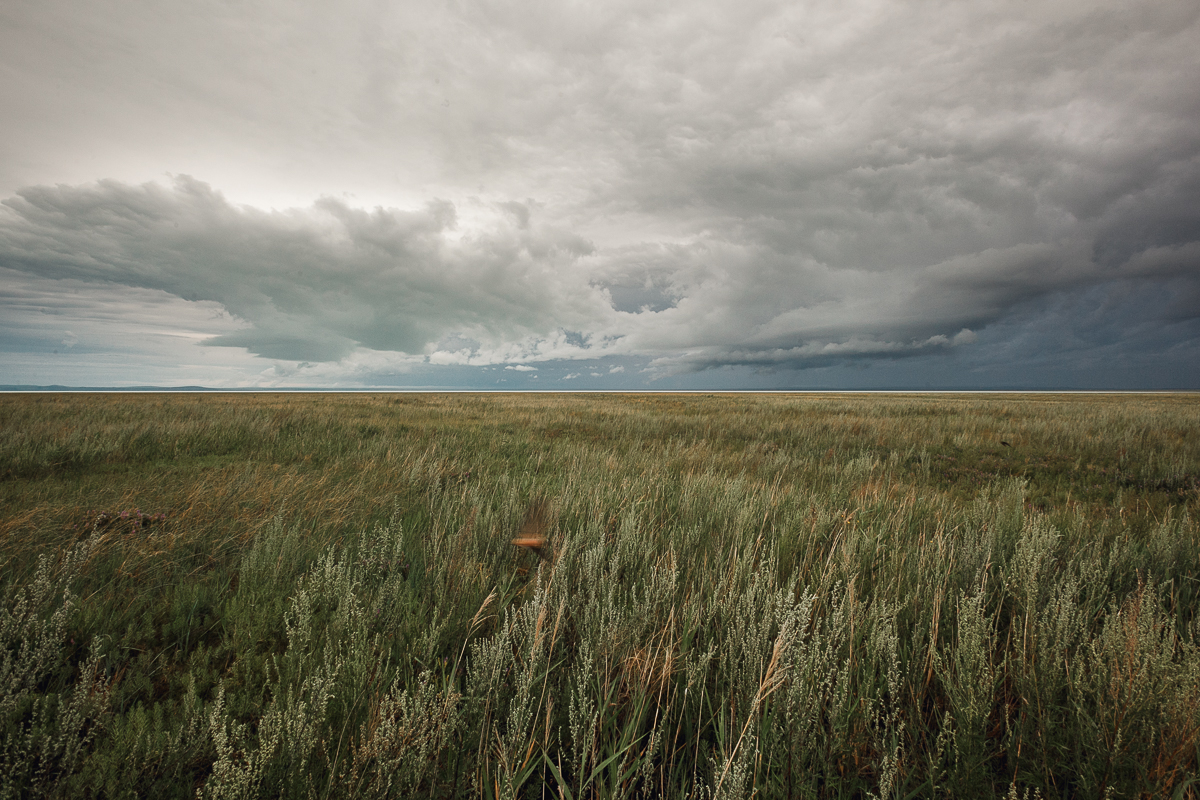
Dauriai sztyeppe

A védett területen jelenleg 47 emlős, 317 madár, 3 hüllő és 2 kétéltű faj él. Ezek közül négy emlős, valamint 42 madárfaj szerepel a vörös listán. A bioszféra-rezervátum  mocsaras tóparti része 6 különböző darufajnak nyújt otthont. Itt fészkel a pártás, a közönséges, a mandzsu és az amuri daru is,  míg hódaru és a kámzsás daru a nyári időszakban tartózkodik csak itt. A Zun-Torej-tó partján a vándorlási időszakban rengeteg, több mint 3 millió madár gyülekezik, csak pártásdaruból több mint 30,000 példány gyűlik össze ilyenkor. A hatalmas madárvonulások a dauria tájak legfontosabb látványosságai közé tartoznak, ilyenkor érkezik a legtöbb turista is. Az emlősállatok szempontjából is kiemelten fontos a terület, Oroszország területén mára egyedül itt maradtak fenn a mongol gazella populációi, miután Szibéria többi déli területéről kiirtották.

## Térkép

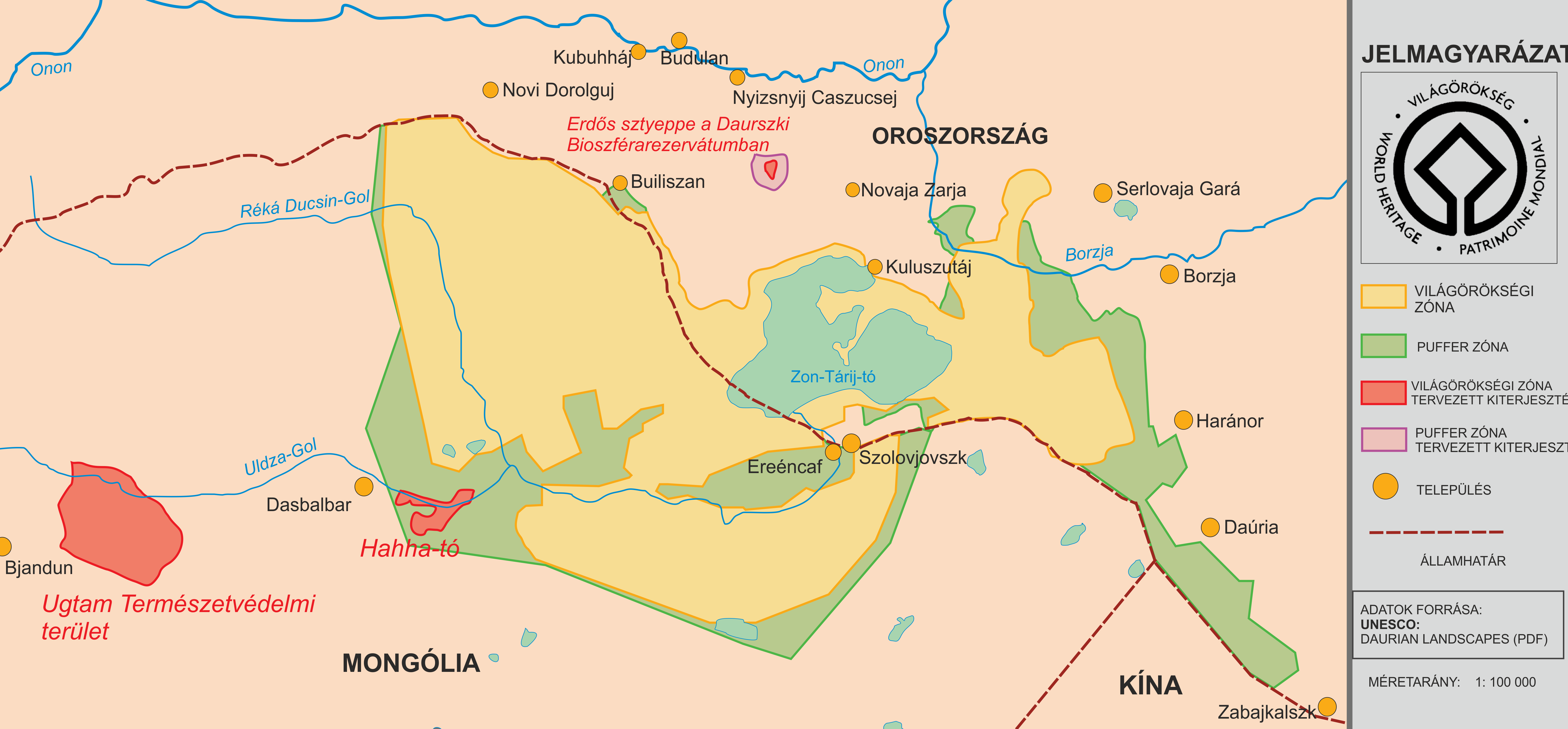